# Utkirbek Haydarov
Utkirbek Haydarov (in cirillico:  Уткирбек Хайдаров?; Andijan, 25 gennaio 1974) è un ex pugile uzbeko.

## Palmarès

### Olimpiadi
- 1 medaglia:
  - 1 bronzo (Atene 2004 nei pesi medio-massimi)

### Mondiali dilettanti
- 3 medaglie:
  - 1 oro (Houston 1999 nei pesi medi)
  - 1 argento (Belfast 2001 nei pesi medi)
  - 1 bronzo (Mianyang 2005 nei pesi medio-massimi)

### Giochi asiatici
- 1 medaglia:
  - 1 oro (Busan 2002 nei pesi medi)

### Campionati asiatici
- 1 medaglia:
  - 1 argento (Ho Chi Minh 2005 nei pesi medio-massimi)